# Wouter F. M. Henkelman
Wouter Franklin Merijn Henkelman (* 19. Juni 1974 in Eindhoven) ist ein niederländischer Althistoriker und Altorientalist, der auf Elam, die elamische Sprache und das altpersische Achämenidenreich spezialisiert ist. Er lehrt seit 2012 als Maître de conférences für die „elamitische und achämenidische Welt“ an der École pratique des hautes études in Paris.

## Leben
Wouter Henkelman studierte Alte Geschichte mit Schwerpunkt Sprachen und Kulturen des Achämenidenreichs an der Universität Utrecht (Abschluss 1998) sowie Klassische Philologie an der Universität Leiden (Abschluss 2000). Dort wurde er 2006 mit einer Arbeit zur elamitisch-iranischen Akkulturation anhand der Festungstexte von Persepolis (“The Other Gods Who Are”) promoviert. Anschließend lehrte er bis 2008 als assoziierter Maître de conférences am Lehrstuhl für Geschichte und Zivilisation der achämenidischen Welt und des Alexanderreichs des Collège de France (unter Leitung von Pierre Briant). Von 2007 bis 2011 hatte er einen Lehrauftrag in der historisch-philologischen (IV.) Sektion der École pratique des hautes études (EPHE), zudem war er 2008 bis 2011 als Postdoc-Forscher an der Vrije Universiteit Amsterdam tätig. 
Seit 2006 ist er im Auftrag des Oriental Institute der University of Chicago mit der Veröffentlichung der Tontafeln von Persepolis betraut. Diese Forschungen führten 2012 zu einem Stipendium der Alexander-von-Humboldt-Stiftung am Deutschen Archäologischen Institut in Berlin. Im September desselben Jahres berief ihn die EPHE als Maître de conférences für die elamitische und achämenidische Welt (Mondes élamites et achéménides). 2021 erlangte er die Habilitation à diriger des recherches für historische und philologische Wissenschaften.
Seit mehreren Jahren leitet Wouter Henkelman Seminare und Kurse am Niederländischen Institut in der Türkei (Nederlands Instituut in Turkije), am Wolfson und am Corpus Christi College in Oxford, in Leiden, Münster und Neapel. Er ist Herausgeber der Reihe Achaemenid History (AH) des Niederländischen Instituts für den Nahen Osten (Nederlands Instituut voor het Nabije Oosten).
Seit 2023 ist Wouter Henkelman zusammen mit Mark Garrison Projektleiter des Persepolis Fortifiction Archive Project am Institute for the Study of Ancient Cultures, West Asia & North Africa (bis 2023 Oriental Institute) der University of Chicago.

## Veröffentlichungen (Auszug)
- Animal sacrifice and ‘external’ exchange in the Persepolis Fortification Tablets. In: H. D. Baker, M. Jursa (Hrsg.): Approaching the Babylonian Economy (= Studies in the Economic History of First Millennium Babylonia 2, AOAT 330). Münster 2005, S. 137–165.
- The Other Gods Who Are. Studies in Elamite-Iranian Acculturation based on the Persepolis Fortification Texts (=Achaemenid History. Band 14). Nederlands Instituut voor het Nabije Oosten, Leiden 2008, ISBN 978-90-6258-414-7 (revidierte Fassung der Dissertation 2006). (archive.org)
- From Gabae to Taoce: the geography of the central administrative province. In: L’archive des fortifications de Persépolis – état des questions et perspectives de recherches (=Persika. Band 12). Paris 2009, S. 303–314.
- mit Céline Redard (Hrsg.): Persian Religion in the Achaemenid Period / La religion perse à l’époque achéménide (=Classica et Orientalia. Band 16). Harrassowitz, Wiesbaden 2017, ISBN 978-3-447-19556-0.